# Knights of the Cross
Knights of the Cross je sedmi studijski album njemačkog heavy metal-sastava Grave Digger. Diskografska kuća GUN Records objavila ga je 18. svibnja 1998. Drugi je album s trilogiji Middle Ages Trilogy. 
Prvi je album skupine s basistom Jensom Beckerom i klavijaturistom Hansom Peterom Katzenburgom. Tekstovi pjesama su o ratovima srednjog vijeka. Tekstovi su o templarima i njihovim ratovima, svetim gralu i Bafometu.

## Popis pjesama
Tekstovi: Chris Boltendahl i Yvonne Thorhauer. 
| 1.    | »Deus lo Vult«                 | 2:28 |
| 2.    | »Knights of the Cross«         | 4:35 |
| 3.    | »Monks of War«                 | 3:38 |
| 4.    | »Heroes of This Time«          | 4:10 |
| 5.    | »Fanatic Assassins«            | 3:40 |
| 6.    | »Lionheart«                    | 4:33 |
| 7.    | »The Keeper of the Holy Grail« | 5:57 |
| 8.    | »Inquisition«                  | 3:47 |
| 9.    | »Baphomet«                     | 4:12 |
| 10.   | »Over the Sea«                 | 3:51 |
| 11.   | »The Curse of Jacques«         | 4:52 |
| 12.   | »The Battle of Bannockburn«    | 6:42 |
| 52:25 |                                |      |

| Dodatna pjesma na digipak izdanju | Dodatna pjesma na digipak izdanju               | Dodatna pjesma na digipak izdanju | Dodatna pjesma na digipak izdanju | Dodatna pjesma na digipak izdanju | Dodatna pjesma na digipak izdanju | Dodatna pjesma na digipak izdanju | Dodatna pjesma na digipak izdanju | Dodatna pjesma na digipak izdanju | Dodatna pjesma na digipak izdanju |
| Br.                               | Skladba                                         | Trajanje                          |                                   |                                   |                                   |                                   |                                   |                                   |                                   |
| --------------------------------- | ----------------------------------------------- | --------------------------------- | --------------------------------- | --------------------------------- | --------------------------------- | --------------------------------- | --------------------------------- | --------------------------------- | --------------------------------- |
| 1.                                | »Children of the Grave« (obrada Black Sabbatha) | 4:28                              |                                   |                                   |                                   |                                   |                                   |                                   |                                   |
| 56:53                             |                                                 |                                   |                                   |                                   |                                   |                                   |                                   |                                   |                                   |

| Dodatne pjesme na japonskom izdanju | Dodatne pjesme na japonskom izdanju             | Dodatne pjesme na japonskom izdanju | Dodatne pjesme na japonskom izdanju | Dodatne pjesme na japonskom izdanju | Dodatne pjesme na japonskom izdanju | Dodatne pjesme na japonskom izdanju | Dodatne pjesme na japonskom izdanju | Dodatne pjesme na japonskom izdanju | Dodatne pjesme na japonskom izdanju |
| Br.                                 | Skladba                                         | Trajanje                            |                                     |                                     |                                     |                                     |                                     |                                     |                                     |
| ----------------------------------- | ----------------------------------------------- | ----------------------------------- | ----------------------------------- | ----------------------------------- | ----------------------------------- | ----------------------------------- | ----------------------------------- | ----------------------------------- | ----------------------------------- |
| 1.                                  | »Kill the King« (obrada Kissa)                  | 4:27                                |                                     |                                     |                                     |                                     |                                     |                                     |                                     |
| 2.                                  | »Children of the Grave« (obrada Black Sabbatha) | 4:26                                |                                     |                                     |                                     |                                     |                                     |                                     |                                     |
| 61:18                               |                                                 |                                     |                                     |                                     |                                     |                                     |                                     |                                     |                                     |

## Zasluge
| Grave Digger - Chris Boltendahl – vokal, prateći vokal, produkcija - Uwe Lulis – gitara, prateći vokal, produkcija - Jens Becker – bas-gitara - Stefan Arnold – bubnjevi - H.P. Katzenburg – klavijature Dodatni glazbenici - Scott Cochrane – gajde - Piet Sielck – prateći vokal - Rolf Kohler – prateći vokal, naracija - Hacky Hackmann – prateći vokal | Ostalo osoblje - Suno Fabtich – miks, inženjer zvuka - John Cremer – mastering - Markus Mayer – naslovnica albuma - Jens Rosendahl – fotografije |